# Liste der Byggnadsminnen in Sollefteå (Gemeinde)
Diese Liste der Byggnadsminnen in Sollefteå (Gemeinde) zeigt die Baudenkmale (schwedisch Byggnadsminnen) der Gemeinde Sollefteå in der schwedischen Provinz Västernorrlands län mit den Ortschaften (schwedisch tätorter) Junsele, Långsele, Näsåker, Österforse, Ramsele und Sollefteå. Es werden die Byggnadsminnen aufgeführt, die auf dem nationalen Denkmalregister (schwedisch Bebyggelseregistret – BeBR) gelistet sind, welches weitere Informationen zu den registrierten Baudenkmälern enthält.

## Begriffserklärung
Byggnadsminnen (schwedisch für Baudenkmale) sind in Schweden eine Art von Kulturdenkmälern, deren Erhalt und Schutz im Gesetz über die kulturelle Umwelt geregelt sind. Dazu zählen kulturhistorisch wertvolle Gebäude, Ensembles und Anlagen, die gem. den Bestimmungen des kulturminneslag (Kulturdenkmalgesetz) geschützt sind. Der Begriff unterscheidet sich insofern von der Deutung eines Baudenkmals, als das auch Parks, Gärten und andere Anlagen mit kulturhistorischen Wert als Byggnadsminnen eingestuft werden können.

## Legende

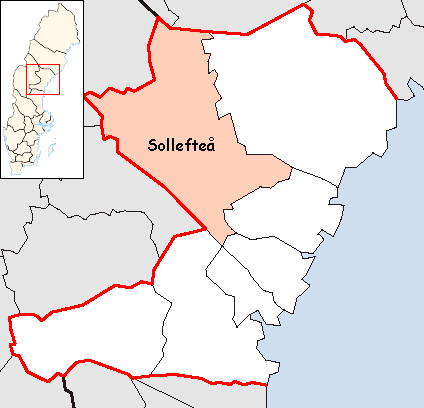
Lage der Gemeinde Sollefteå

| ID           | = | ID.Nr. des Denkmalregisters (BeBR) im „Swedish National Heritage Board“ (Riksantikvarieämbetet (RAÄ)) |
| Lage         | = | Adresse, Flurstück und Koordinatenangabe des Standorts                                                |
| Bezeichnung  | = | Bezeichnung/Name des Bauwerks/Denkmals/Objekts in Landessprache (schwedisch)                          |
| Beschreibung | = | deutscher Name (Funktion/Baujahr, wenn bekannt) sowie eine kurze Beschreibung des Objekts             |
| Bild         | = | Bild des Objekts sowie Verweis auf weitere Bilder                                                     |

## Gemeinde Sollefteå
| ID             | Lage                                                                   | Bezeichnung                 | Beschreibung | Bild           |
| -------------- | ---------------------------------------------------------------------- | --------------------------- | --- | -------------- |
| 21300000012811 | Sabbatsvägen 1 881 34 Sollefteå (Sollefteå prästbord 2:1, 2:2) (Karte) | Sollefteå prästgård         | Pfarrhaus Sollefteå (Wohnhaus, 1963) Das 1963 neu erbaute Pfarrhaus von Sollefteå liegt südlich der aus dem 13. Jh. stammenden Kirche von Sollefteå und östlich des Friedhofs auf einem kleinen Plateau in der Flussaue zwischen Åsbäcken und Brucksån (Nebenflüsse des Ångermanälven) und wurde dort an Stelle des Vorgängerbaus nach Plänen des Architekten Nils Tesch errichtet. Es ist ein langgestreckter zweistöckiger Leichtbetonbau mit einem Satteldach aus Kupferblech, einen kleinen Erkeranbau an der Westseite sowie einem Lagergebäude im Süden. Es war bis 1990 Wohnsitz des Pfarrers und wird seitdem als Kindergarten genutzt; seit 2002 steht das Gebäude unter Denkmalschutz (siehe auch 21400000581114). | Weitere Bilder |
| 21300000012816 | Gålsjö bruk 881 95 Undrom (Gålsjö 1:3) (Karte)                         | Gålsjö bruk                 | Hüttensiedlung Gålsjö (Eisenhütte, 18. Jh.) Das Gelände der ehemaligen Eisenhütte und die anliegende Wohnsiedlung befinden sich direkt südlich des Sees Gålsjön (ca. 30 km östlich Sollefteå), direkt neben der Landstraße 335 von Sollefteå nach Örnsköldsvik. Die zu Beginn des 18. Jh. errichtete Eisenhütte mit Schmiede wurde 1872 stillgelegt, die Wohnhäuser waren noch bis in die 1950er Jahre bewohnt. 1971 wurden das Gelände und die Gebäude an die Gemeinde geschenkt und unter Aufsicht des Denkmalamts bis 1975 umfassend restauriert und in eine Stiftung umgewandelt. Das Gelände und die Gebäude wurden danach als Erholungsgebiet für Freizeit- und Konferenzzwecke genutzt, sowie die künstliche Wasserlaufführung neben des Bachlauf des Gålån wiederhergestellt und ist seit 2015 eine Asylunterkunft. Seit 1977 steht das Gelände mit den nachfolgend aufgeführten 14 Gebäuden als Einzeldenkmale unter Denkmalschutz: - Herrenhaus „Corps-de logi“, Gålsjö bruk 104 (21400000444238) - 2 Fachwerkhüttenhäuser, neben Gålsjö bruk 104 (21400000693887 und 21420000049966) - Seitenflügel, Gålsjö bruk 106 (21400000444239) - Wohnhaus „Släggan“, Gålsjö bruk 110 (21400000444242) - Wohnhaus „Tången“, Gålsjö bruk 112 (21400000444234) - Schmiedehaus, gegenüber Gålsjö bruk 112 (21400000693889) - Wohnhaus „Städet“, Gålsjö bruk 114 (21400000444241) - Wohnhaus „Smedjan“, Gålsjö bruk 116 (21400000444240) - Badehaus, neben Gålsjö bruk 116 (21400000693886) - Wohnhaus „Hästskon“, Gålsjö bruk 118 (21400000444237) - Wohnhaus „Kedjan“, Gålsjö bruk 120 (21400000444236) - Pfarrhaus, Gålsjö bruk 122 (21400000444235) - Wohnhaus „Vallning“, Gålsjö bruk 124 (21400000444243) Alle Gebäude waren auf den Karten von 1779 bereits vorhanden und wurden wahrscheinlich um 1730 errichtet. Die ebenfalls auf dem Gelände befindliche Kapelle wurde um 1774 erbaut, brannte jedoch 1971 nieder und wurde 1991 in der Form eines achteckigen Blockhauses neu errichtet. | Weitere Bilder |
| 21300000012817 | Österås 306 881 91 Sollefteå (Österås 8:1) (Karte)                     | Österåsens hälsohem         | Heilanstalt Österåsen (Sanatorium, 1902) Ende des 19. Jh. war Tuberkulose eine der häufigsten Todesursachen in Schweden, mittels einer Spendenaktion zu Ehren des 25. Thronjubiläum von Oskar II. 1897 wurden nachfolgend 3 Sanatorien für die Bevölkerung gebaut. Die Gebäude der Heilanstalt in Österåsen wurden bis 1901 nach Entwürfen des Architekten Fredrik Lilljekvist nördlich des Zusammenfluss der Flüsse Faxälven mit dem Ångermanälven, ca. 9 km nordwestlich von Sollefteå auf einem Hügel nördlich der Ortschaft Österås errichtet. Das zweistöckige Hauptgebäude ist über Verbindungsgänge mit 4 Pavillons verbunden und wurde 1923/1924 mit einer neuen Eingangshalle im Westen versehen. Der Gebäudekomplex zeichnet sich besonders durch die traditionelle Holzbauweise mit verkleideten gelben Ziegeln sowie die hohen Decken und Fenster aus und verfügt zusätzlich über zwei nach Süden gerichtete offene Liegehallen. Im Laufe der Jahre waren viele Schriftsteller, Künstler und Musiker Patienten in Österåsen durch sie und dem Leiter der Heilanstalt von 1919 bis 1951, Helge Dahlstedt wurde das kulturelle Umfeld maßgeblich geprägt, davon zeugt noch heute eine umfangreiche Kunstsammlung vor Ort. Nach Schließung der Tuberkulose-Heilanstalt 1960 wurde das Sanatorium als Genesungsheim für Allergiker, Rheumatiker und Asthmakranke genutzt und seit 1982 befindet sich das Kompetenzzentrum für Lifestyle-Medizin in den Gebäuden. Das Areal mit den Gebäuden und dem Park steht seit 1988 mit folgenden 8 Einzeldenkmalen unter Denkmalschutz: - Chefarzt-Wohnhaus, Österås 304a (21400000581601) - Hauptgebäude mit 4 Pavillon, Österås 306 (21400000581084) - 2 Liegehallen, westliche (21400000693907) und östliche (21400000693908) - Lagerhaus/Erdkeller, Österås 308 (21400000581167) - Zimmererwerkstatt, Österås 310 (21400000581226) - Leichenhalle, bei Österås 310 (21400000693909) - Pavillon für TBC erkrankte Angestellte, Österås 312 (21400000581196) In der weiträumigen Parkanlage befinden sich im Norden zwei beim Zentralamts für Denkmalpflege Riksantikvarieämbetet (RAÄ) registrierte Gedenksteine (L1936:2639, L1936:2120) | Weitere Bilder |
| 21300000012819 | Storgatan 59 Sollefteå (Apotekaren 3) (Karte)                          | Gamla apotekshuset          | Apothekerhaus Sollefteå (Apotheke, 1889) Das 1889 aus Backstein errichtete Apothekerhaus ist ein gutes Beispiel für die historisierende Architektur des späten 19. Jh. mit der Mischung aus verschiedenen Stilelementen und eines der wenigen Steinhäuser der Stadt. Das Haus ist im Innern mit mehrfarbigen Mosaikböden und dekorativen Wandmalereien versehen und besitzt noch eine eigene Wasserquelle im Keller. Es wurde nach dem Verkauf an die Gemeinde 1982 restauriert und seitdem als Bibliothek und Kulturbüro genutzt. Seit 1984 steht das Gebäude unter Denkmalschutz und seit 2003 beherbergt es auch das Heimatmuseum von Sollefteå | Weitere Bilder |
| 21300000012821 | Holm 128 881 95 Undrom (Holm 1:27) (Karte)                             | Holms säteri                | Gut Holm (Landgut mit Herrenhaus, 1771) Das Landgut Holm befindet sich etwa 18 km östlich von Sollefteå an der Landstraße 335 von Sollefteå nach Örnsköldsvik am Nordufer des Ångermanälven und ist eines der ältesten und nördlichsten Landgüter Schwedens. Das Gut war im 17. Jh. (1645 - 1656) der Sitz des Landshövdings von Ångermanland, eine Besiedlung des Areals ist aber bereits vorher nachgewiesen, was u.a. die Gräberfelder und Steinsetzungen am Flussufer (L1935:9072) und im Westen des Guts (L1935:9148, L1935:9750) beweisen. Das heutige Herrenhaus entstand 1771 als zweistöckiges Holzgebäude mit Walmdach an der Stelle des vorherigen, welches bei einem Brand 1769 vollständig zerstört wurde. Insbesondere das Obergeschoss ist mit der Raumaufteilung, den Kachelöfen und den 3-flügeligen Türen seit dem 18. Jh. original erhalten, so z.B. der rosa und grüne Salon mit über 200 Jahre alter Originaltapete. Es wurde 1928 neu renoviert, nachdem im 19. Jh. ein Hausflügel abbrannte. Auf dem Gelände befinden sich noch weitere Wirtschaftsgebäude (teilweise aus dem 19. Jh.), welche als 8 Einzeldenkmale seit 1991 unter Denkmalschutz stehen: - Bauernhaus, Holm 124 (21400000693896) - Herrenhaus, Holm 128 (21400000693890) - Schuppen, bei Holm 128 (21300000012821) - Seitenflügel, Holm 130 (21400000693891) - Lagerhaus/Erdkeller, bei Holm 130 (21400000693898) - Speicherhaus, bei Holm 130 (21400000693892) - Backhaus, bei Holm 130 (21400000693893) - Anlegestelle im Schuppen, am Ufer (21400000693897) | Weitere Bilder |
| 21300000012823 | Skedom 232, 234 881 92 Sollefteå (Skedom 16:1) (Karte)                 | Talmansgården               | Talman-Hof (Wohnhaus, 1899 und Dorfladen, 1860) Der Hof liegt ca. 2 km östlich Sollefteå am Nordufer des Ångermanälven in der Ortschaft Skedom. Das Gebiet wurde Anfang des 19. Jh. am Rande eines ehemaligen Steinhügelgrab (siehe L1935:8850) überbaut. Das heutige östlich gelegene Wohnhaus wurde 1899 errichtet und war ursprünglich nur ein Nebengebäude des 1912 auf ein Militärbasis versetzten Herrenhaus (wurde dort als Soldatenheim genutzt). Im Innern des Hauses sind original erhaltene Deckenmalereien und Kachelöfen vorhanden, markant ist die große Frontveranda mit den Schnitzereien im Westen. Das westlich gelegene Ladengeschäft wurde wahrscheinlich um 1840 auch als Wohnhaus errichtet, jedoch um 1860 zum Dorfladen umgebaut. Beide Häuser sind in traditioneller Holzbauweise auf Natursteinsockel ausgeführt und stehen seit 1997 unter Denkmalschutz. Zum Hof gehörten früher noch eine Scheune, eine Lagerhaus (heute zum Nachbargrundstück) und ein freistehendes Brauhaus (nördlich der Straße), welche aber nicht unter Denkmalschutz stehen. | Weitere Bilder |
| 21300000012955 | Djupövägen 38 881 31 Sollefteå (Rättvisan 4) (Karte)                   | Tingshuset, Sollefteå       | Gericht Sollefteå (Gerichtsgebäude, 1904) Das Gebäude wurde 1906 nach Plänen des Architekten Folke Zetterwall im Osten von Sollefteå 200 m südlich vom Südufers des Ångermanälven unweit des Übergangs zur Insel Hågestaön errichtet. Das Gebäude in traditioneller Holzbauweise ist mit altnordischen Motiven, wie z.B. Drachenköpfen am Giebel versehen und verfügt über eine Attika mit Granittreppe als Haupteingang im Nordwesten, wo über dem Eingang als Schnitzereien ausgeführt, das allsehende Auge, die Aufschrift „Sollefte ting“ und das Wappen der Gemeinde Sollefteå zu sehen ist. Das Dach über dem Gerichtssaal („Ting-Halle“) wurde zu einem 4-eckigen Aussichtsturm ausgebaut, wovon die zwei nördlichen Kamintürme sind auf welchen sich das Baujahr 1906 als Aufschrift befindet und ist oben von der Waage des Gesetzes gekrönt. Das Äußere des Gebäudes ist weitestgehend im Originalzustand (Renovierung 1994) und auch im Innern ist der Gerichtssaal (Restaurierung 1990) wieder mit seiner ursprünglichen Ausstattung erhalten geblieben. Westlich des Gebäudes befindet sich noch das ehemalige Wohnhaus des Hausmeisters und östlich ein ehemaliges Lagerhaus für Brennholz (heute als Garage genutzt) sowie ein Schuppen mit Toilette (um 1904 erbaut). Das Hauptgebäude war von 1906 bis 2002 Sitz des Tingsrätts von Sollefteå (vergleichbar mit einem Amtsgericht) und wurde danach als Geschäftshaus genutzt. Die Gebäude auf dem Grundstück stehen seit 1992 unter Denkmalschutz, wozu folgende 4 Einzeldenkmale zählen: - Gerichtsgebäude (21400000581294) - Hausmeisterhaus (21400000581145) - Toilettenhaus/Schuppen (21400000693902) - Lagerhaus (21400000693905) | Weitere Bilder |
| 21300000012969 | Trängvägen 881 50 Sollefteå (Remsle 13:64, 65) (Karte)                 | Norrlands trängregemente/T3 | Garnison des T3-Logistik-Regiment (Garnison, 1897) Die Gebäude auf dem ehemaligen Kasernengelände befindet sich am Nordufer des Ångermanälven und waren von 1898 bis 1992 die Basis des T3-Logistik-Regiments schwedisch Norrlands trängbataljon. Die ältesten Gebäude wurden in den Jahren 1897 bis 1906 errichtet und sind bis 1960 erweitert wurden, sie waren die Unterkunfts-, Lager-, Ausbildungs- und Verpflegungsgebäude des Regiments. Das Gelände und einige Gebäude wurden nach dem Abzug des Militärs (im Zuge einer Umstrukturierung der Schwedischen Streitkräfte) an die Stadt übergeben, umgebaut und heute tw. als Schule („Nipanskolan“) genutzt, seit 1996 stehen folgende 13 Gebäude unter Denkmalschutz: - B-Kaserne, Trängvägen 10 (21400000693901) - Kanzleigebäude, Nipan 1 (21400000672961) - A-Kaserne, Nipan 2 (21400000672960) - Unterrichtsgebäude, Nipan 4 (21400000672963) - Lebensmittelladen, Nipan 6 (21400000672949) - D-Kaserne, Nipan 8 (21400000672962) - Lagerhaus, Nipan 10 (21400000672574) - Lagerhaus, Nipan 14 (21400000672575) - Reithalle, Nipan 15 (21400000672948) - Garage, Nipan 16 (21400000693899) - Turnhalle, Nipan 17 (21400000693900) - Lagerhaus, Nipan 22 (21400000672943) - Werkstattgebäude, Nipan 43 (21400000672950) | Weitere Bilder |